# Камышевка (Крым)
Камышевка (до 1948 года Бию́к-Кия́т; укр. Комишівка, крымскотат. Büyük Qıyat, Буюк Къыят) — исчезнувшее село в Красноперекопском районе Республики Крым, располагавшееся на севере района, на северном берегу озера Айгульское, примерно в 4 километрах восточнее современного села Надеждино. При этом, ранее, судя по картам 1842 и 1876 года, Биюк-Кият находится на берегу лагуны Сиваша, а в XX веке, по неизвестной пока причине, «переместился» километров на 10 южнее.

### Динамика численности населения
- 1805 год — 165 чел.[7]
- 1889 год — 50 чел.[8]
- 1892 год — 4 чел.[9]
- 1926 год — 180 чел.[10]

## История
Первое документальное упоминание села встречается в Камеральном Описании Крыма… 1784 года, судя по которому, в последний период Крымского ханства Хыят входил в Кырп Баул кадылык Перекопского каймаканства. После присоединения Крыма к России (8) 19 апреля 1783 года, (8) 19 февраля 1784 года, именным указом Екатерины II сенату, на территории бывшего Крымского Ханства была образована Таврическая область и деревня была приписана к Перекопскому уезду. После Павловских реформ, с 1796 по 1802 год, входила в Перекопский уезд Новороссийской губернии. По новому административному делению, после создания 8 (20) октября 1802 года Таврической губернии, Биюк-Кият был включён в состав Бустерчинской волости Перекопского уезда.
По Ведомости о всех селениях, в Перекопском уезде состоящих с показанием в которой волости сколько числом дворов и душ… от 21 октября 1805 года в деревне Кият числилось 24 двора, 159 крымских татар и 6 крымских цыган. На военно-топографической карте генерал-майора Мухина 1817 года деревня Кият обозначена с 25 дворами. После реформы волостного деления 1829 года Биюк-Кият, согласно «Ведомости о казённых волостях Таврической губернии 1829 года», передали в состав Ишуньской волости (переименованной из Бустерчинской). На карте 1836 года в деревне 19 дворов. Впоследствии, видимо, вследствие эмиграции крымских татар в Турцию, деревня опустела и на карте 1842 года Биюк-Кият обозначен условным знаком «малая деревня», то есть, менее 5 дворов.
В 1860-х годах, после земской реформы Александра II, деревню приписали к Ишуньской волости. Согласно «Памятной книжке Таврической губернии за 1867 год», деревня стояла покинутая и оставалась в развалинах, ввиду эмиграции крымских татар, особенно массовой после Крымской войны 1853—1856 годов, в Турцию. На трёхверстовой карте 1876 года в деревне Биюк-Кият обозначен 1 двор. По «Памятной книге Таврической губернии 1889 года», по результатам Х ревизии 1887 года, в деревне Кият уже числилось 9 дворов и 50 жителей
После земской реформы 1890 года Биюк-Кият отнесли к Воинской волости. Согласно «…Памятной книжке Таврической губернии на 1892 год», в деревне Биюк-Кият, составлявшей Биюк-Киятское сельское общество, было 4 жителя, домохозяйств не имеющих. В «…Памятной книжке Таврической губернии на 1900 год» и в Статистическом справочнике Таврической губернии 1915 года Биюк-Кият не упомянут.
После установления в Крыму Советской власти, по постановлению Крымревкома от 8 января 1921 года № 206 «Об изменении административных границ» была упразднена волостная система, Перекопский уезд переименовали в Джанкойский, в котором был образован Ишуньский район, в состав которого включили село, а в 1922 году уезды получили название округов. 11 октября 1923 года, согласно постановлению ВЦИК, в административное деление Крымской АССР были внесены изменения, в результате которых округа были отменены, Ишуньский район упразднён и село вошло в состав Джанкойского района. Согласно Списку населённых пунктов Крымской АССР по Всесоюзной переписи 17 декабря 1926 года, в селе Биюк-Кият, в составе упразднённого к 1940 году Якиш-Кашкарского сельсовета Джанкойского района, числилось 40 дворов, из них 39 крестьянских, население составляло 180 человек, из них 176 украинцев и 4 русских, действовала русская школа. Постановлением ВЦИК от 30 октября 1930 года был восстановлен Ишуньский район и село, вместе с сельсоветом, включили в его состав. Постановлением Центрального исполнительного комитета Крымской АССР от 26 января 1938 года Ишуньский район был ликвидирован и создан Красноперекопский район с центром в поселке Армянск (по другим данным 22 февраля 1937 года) и село включили в его состав. На подробной карте РККА северного Крыма 1941 года Биюк-Кият (он же Камышевка) отмечен без указания жилых дворов.
В 1944 году, после освобождения Крыма от фашистов, 12 августа 1944 года было принято постановление № ГОКО-6372с «О переселении колхозников в районы Крыма», по которому из областей Украинской ССР в район переселялись семьи колхозников. С 25 июня 1946 года селение в составе Крымской области РСФСР. Указом Президиума Верховного Совета РСФСР от 18 мая 1948 года, Биюк-Кият переименовали в Камышевку. 26 апреля 1954 года Крымская область была передана из состава РСФСР в состав УССР. Камышовка ликвидирована до 1960 года, поскольку в «Справочнике административно-территориального деления Крымской области на 15 июня 1960 года» селение уже не значилось (согласно справочнику «Крымская область. Административно-территориальное деление на 1 января 1968 года» — в период с 1954 по 1968 годы, как село Вишнёвского сельсовета).